# Zhang Yuzhe
Zhang Yuzhe ou Yu-che Chang (chinês tradicional: 張鈺哲, chinês simplificado: 张钰哲, pinyin: Zhāng Yùzhé, Wade–Giles: Chang Yu-che) (16 de fevereiro de 1902 – 21 de julho de 1986) foi um astrônomo chinês que é amplamente considerado como o pai da astronomia moderna chinesa.

## Biografia
| Asteroides descobertos: 1                                                                      | Asteroides descobertos: 1 | Asteroides descobertos: 1 |
| ---------------------------------------------------------------------------------------------- | ------------------------- | ------------------------- |
| 3789 Zhongguo                                                                                  | 25 de outubro de 1928     | como "Y. C. Chang"        |
| Nota: Originalmente chamado de 1125 China, mas esse nome foi transferido para outro asteroide. |                           |                           |

Ele nasceu em Minhou, província de Fujian. Em 1919, ele entrou para a Universidade Tsinghua e se formou em 1923. Naquele mesmo ano, ele foi para os Estados Unidos e, em 1925, entrou na Universidade de Chicago e obteve seu Ph.D. em 1929. Naquele mesmo ano, ele retornou à China e assumiu um cargo de professor na Universidade Nacional Central.
Enquanto estudava em Chicago, em 1928, descobriu um asteroide, ao qual foi dada a designação provisória 1928 UF e mais tarde recebeu o número 1125. Ele o chamou de "China" ou "中華" (Zhōnghuá). No entanto, este asteroide foi "perdido", ou seja, não foi observado para além da sua aparência inicial e uma órbita precisa não pôde ser calculada (ver asteroide perdido). Em 1957 o Observatório da Montanha Púrpura na China descobriu um novo asteroide, e com o seu acordo, o novo objeto o 1957 UN1 recebeu a designação oficial de 1125 China no lugar do asteroide perdido 1928 UF. No entanto, em 1986, o recém-descoberto objeto 1986 QK1 foi identificado como uma redescoberta do original 1928 UF, e este objeto foi nomeado 3789 Zhongguo. Nota "中国" (Zhōngguó) é a palavra "China" em chinês mandarim, traduzido do pinyin, Zhōnghuá é a mais velha palavra para "China".
De 1941 a 1950 foi diretor do instituto de pesquisa astronômica na Universidade Nacional Central. De 1946 a 1948 esteve mais uma vez nos Estados Unidos para estudar estrelas variáveis. De 1950 a 1984 foi diretor do Observatório da Montanha Púrpura, e, de 1955 em diante, foi um membro da Academia Chinesa de Ciências.
Dedicou-se à observação e cálculo das órbitas dos corpos menores e cometas. Muitos asteroides foram descobertos no Observatório da Montanha Púrpura, bem como três novos cometas: dois periódica, 60P/Tsuchinshan (Tsuchinshan 2) e 62P/Tsuchinshan (Tsuchinshan 1), e um não-periódico, C/1977 V1. Tsuchinshan é a transliteração Wade-Giles correspondente ao pinyin Zĭjīn Shān, que é a palavra em chinês mandarim para "Montanha Púrpura".
Estudou as curvas de luz dos asteroides, assim como, suas rotações, e também estudou a estrela variável CZ Cassiopeiae, e a evolução da órbita do cometa Halley.
Zhang Yuzhe é creditado pelo Minor Planet Center como descobridor do 3789 Zhongguo sob o nome "YC Chang". O asteroide 2051 Chang foi nomeado em sua homenagem. A cratera lunar Zhang Yuzhe também foi nomeado em sua homenagem.